# ジェイムズ・フェニモア・クーパー
ジェイムズ・フェニモア・クーパー（James Fenimore Cooper,1789年9月15日 - 1851年9月14日）は、アメリカの作家・批評家。著作『モヒカン族の最後』は『ラスト・オブ・モヒカン』などとして映画化されている。

## 人物

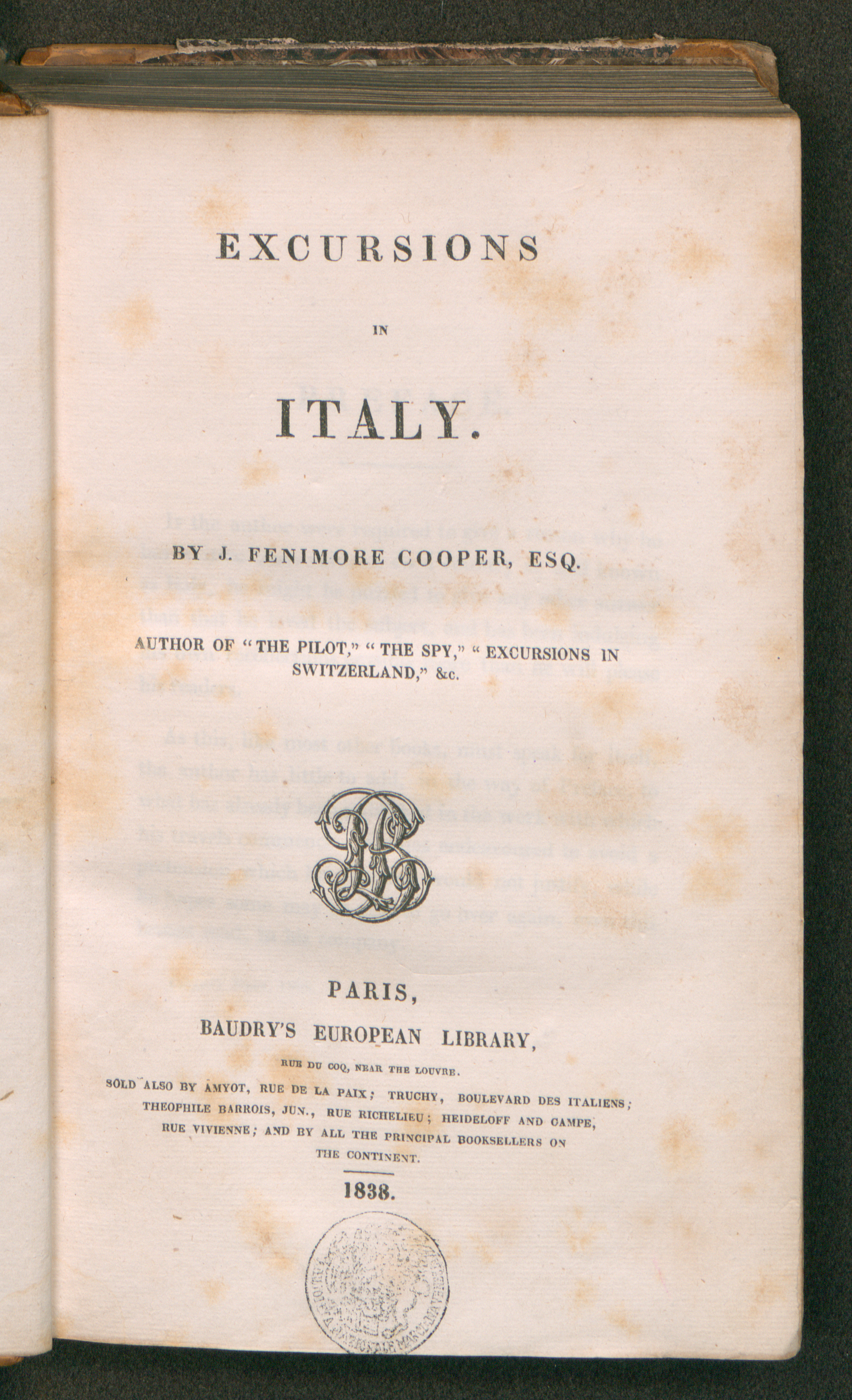
Excursion in Italy, 1838

ニュージャージー州バーリントンに生まれ、ニューヨーク州クーパーズタウンで育つ。1803年イェール大学に入学したが素行不良のため放校処分になり、1806年から商船の水夫、海軍士官候補生となる。1811年、ニューヨークの名門家庭の子女と結婚。

### 初期のキャリア
1820年、妻の勧めにより小説を書き始めた。クーパーは”Precaution”と呼ばれる童貞作（a neophyte novel set）を書きあげた。道徳と作法が作品のテーマになっており、ジェーン・オースティンのフィクションへのアプローチに影響されたものであった。彼は匿名で”Precaution”を発表したが、これはアメリカとイギリスでやや好意的な反応を得た。
対照的に彼の2番目の小説"The Spy"（1821）は、隣人で家族ぐるみでの付き合いがあった政治家ジョン・ジェイから聞いたアメリカの物語（独立戦争中にジェイがウェストチェスター郡で防諜活動を行っていた経験を基にした話）に触発されたものであった。それは、アメリカ人によって執筆され国内外でベストセラーになった最初の小説となり、何度か重版がかかった。
5部作「革脚絆物語」の初めの3作を発表した1820年代には、クーパーはアメリカでスコットランドの詩人・作家ウォルター・スコットと並ぶベストセラー作家になっていた。
1822年から1826年までクーパー家はニューヨークに住んでいた。
1823年、彼はニューヨークを拠点とする知的集団"Bread and Cheese Club"（パンとチーズクラブ）を組織し（"the Lunch"や"the Lunch Club"とも呼ばれた）、アメリカの作家、編集者、芸術家、学者、教育者、芸術利用者、商人、弁護士、政治家などを集め、それは35人のメンバーから成るグループであった。グループの文藝パートは"Knickerbocker Group"（作家の集団で、ワシントン・アーヴィング、クーパー、ウィリアム・カレン・ブライアントらが所属していた。グループの名称はアーヴィングの歴史家ペルソナ「ディートリッヒ・ニッカボッカー」から取られている）から派生したものであった。
1824年、ラファイエット将軍がフランスからニューヨーク市キャッスル・ガーデンにカドムス船（Cadmus）に乗って国賓としてやってきた際、クーパーは彼の到着を目撃し、歓迎と娯楽のために活動した委員会のメンバーの1人であった。

### ヨーロッパ滞在
1826年、クーパーは家族を連れてヨーロッパに移住した。著作からより多くの収入を得て、子供たちにより良い教育を受けさせ、健康的な生活を送り、ヨーロッパの作法と政治を直接観察しようとしたのであった。移住後も執筆をつづけ、"The Red Rover"と"The Water Witch"を含むいくつかの本がパリで出版された。パリ滞在中にクーパー家は小さなアメリカ人駐在員コミュニティに属していた。彼は画家（後にモールス符号機の発明家）のサミュエル・モールスと、フランスの将軍でアメリカ独立戦争の英雄であったラ・ファイエット侯ジルベール・デュ・モティエと友人になった。クーパーはラファイエットの貴族的リベラリズムを称賛した。
一方で、ヨーロッパ貴族の腐敗に対するクーパーの嫌悪感が高まった。とりわけイングランドとフランスにおいて彼らが他の階級を排除するために議会と司法を操作するのを目の当たりにしたためである。
1832年、クーパーはパリの雑誌『ル・ナショナル』（"Le National"）へ手紙をいくつか送り、政治評論家として執筆陣のリストに加わった。彼は、ブリタニック・レビューによってもたらされた一連の告発から合衆国を擁護した。彼はそれから、時には国益のために、時には個人の利益のために、そしてしばしば両方のために誌上で論争を続けた。

### アメリカに戻る
1833年、7年におよぶヨーロッパ滞在からアメリカに帰国。

## 評価
- Howard Mumford Jones、Donald A. Ringe、Allan M. Axelradらはクーパーがトマス・コールのようなハドソン河派の芸術家たちと「周期的発展としての歴史観」（cyclical theory of history）を共有していたことに注目した。

## 主な作品

### フィクション
- 『レザーストッキング物語』連作, "Leatherstocking Tales"

すぐれたパイオニアの一代記として知られ、冒険小説や歴史小説としても知られている。アメリカをテーマにし、大自然を描いた。主人公はフロンティアに生きる白人にして「高貴な蛮人」Natty　Bumppoであり神話的なヒーローで猟師である。主人公は白人であるがデラウェア族の鉄砲の名手である。『開拓者』"The Pioneers: or The Sources of the Susquehanna"（1823）, 『モヒカン族の最後』"The Last of the Mohicans: A narrative of 1757"（1826）, 『大平原』"The Prairie"（1827）, 『道を拓く者』"The Pathfinder, or The Inland Sea"（1840）, 『シカ狩り人』"The Deerslayer: or The First Warpath"（1841）からなる5部作。『皮脚絆物語』とも訳される。
- 独立戦争を題材とした作品

『スパイ』"The Spy"（1821）, "The Pilot: A Tale of the Sea"（1824）, "Lionel Lincoln: or The Leaguer of Boston"（1825）, "Wyandotté: or The Hutted Knoll. A Tale"（1843）の4作品。

### ノンフィクション
- 『アメリカの民主主義者』、1938年。
  - 『J・フェニモア・クーパー　アメリカ古典文庫3』 小原広忠訳、大橋健三郎解説、研究社、1976年

アメリカの民主主義者、アメリカ人観　を収録